# طرخشقون
اليَعْضِيدُ  أو الطَّرَخْشَقُونُ أو الطَّرْخَشْقُوقُ أو التَّرْخَجْقُوقُ (باللاتينية: Taraxacum) هو جنس من النباتات المعمرة من الفصيلة النجمية.

## وصف النبات
وهو نبات معمر ذو أزهار صفراء فاقعة ويصل ارتفاعه عن الأرض أحياناً 60 سم. الساق الرئيسية قائمة متفرعة، وتنفرش أوراقه الرمحية الشكل على الأرض وتكون بحجم كبير ويقل حجم الأوراق عند الارتفاع قليلاً بعد لا تكاد ترى إلا الأزهار والأغصان. سيقان الطرخشقون تخزن مادة عصارية بيضاء تشبه الحليب.

## الاسم
يعرف هذا النبات بعدة أسماء منها سن الأسد، يعضيد وكاسني صحرائي. ويطلق عليه أحيانا هندباء برية، ويخلط الكثيرون بين هذا النبات ونبات آخر هو الشيكوريا من حيث التسمية.
ولقد ورد في كتاب لسان العرب التالي:
واليَعْضِيدُ: بقلة، وهو الطَّرْخَشْقوق.
وفي (التهذيب): التَّرْخَجْقوق.
قال ابن سيده: واليعضيد بقلة زهرها أَشد صفرة من الوَرْس، وقيل: هي من الشَّجر، وقيل: هي بقلة من بقول الرَّبيع فيها مَرارة.
وقال أَبو حنيفة: اليعضيد بقلة من الأَحرار مرة، لها زهرة صفراء تشتهيها الإِبل والغنم والخيل أَيضاً تُعْجِبُ بها وتُخْصِبُ عليها.
قال النابغة ووصف خيلاً: 

## أنواع الطرخشقون
هناك 550 اسماً مقبولاً لأنواع من الطرخشقون. في ما يلي قائمة ببعض هذه الأسماء 
| - طرخشقون أرمني (باللاتينية: Taraxacum armeniacum) - طرخشقون أزرق سماوي (باللاتينية: Taraxacum cyanolepis) - طرخشقون أسنان الأسد (باللاتينية: Taraxacum dens-leonis) - طرخشقون أسود الميسم (باللاتينية: Taraxacum melanostigma) - طرخشقون أطلسي (باللاتينية: Taraxacum atlanticum) - طرخشقون أطلسي ميورقي (باللاتينية: Taraxacum atlantis-majoris) - طرخشقون أفغاني (باللاتينية: Taraxacum afghanicum) - طرخشقون ألاسكي (باللاتينية: Taraxacum alaskanum) - طرخشقون أندونيسي (باللاتينية: Taraxacum indonesicum) - طرخشقون آسيوي (باللاتينية: Taraxacum asiaticum) - الطرخشقون البسرابي (باللاتينية: Taraxacum besarabicum) في بلاد الشام والمغرب العربي وشرق أوروبا والقوقاز - طرخشقون جاوي (باللاتينية: Taraxacum javanicum) - الطرخشقون الحلبي (باللاتينية: Taraxacum aleppicum) في بلاد الشام - الطرخشقون السيحاني (باللاتينية: Taraxacum sieheanum) في بلاد الشام وتركيا - طرخشقون صغير البذور (باللاتينية: Taraxacum microspermum) - طرخشقون صغير الثمار (باللاتينية: Taraxacum microcarpum) - طرخشقون صغير الرأس (باللاتينية: Taraxacum microcephalum) - طرخشقون صغير الفلقة (باللاتينية: Taraxacum microlobum) - طرخشقون صغير القحفة (باللاتينية: Taraxacum microcranum) - طرخشقون قطبي (باللاتينية: Taraxacum arcticum) - طرخشقون قيرغيزي (باللاتينية: Taraxacum kirghizicum) - طرخشقون كبير (باللاتينية: Taraxacum majus) - طرخشقون كبير الثمار (باللاتينية: Taraxacum maurocarpum) - طرخشقون كبير الميسم (باللاتينية: Taraxacum maurostigma) - طرخشقون مغربي (باللاتينية: Taraxacum maroccanum) - طرخشقون مكسيكي (باللاتينية: Taraxacum mexicanum) - طرخشقون هندي (باللاتينية: Taraxacum indicum) - طرخشقون ياباني (باللاتينية: Taraxacum japonicum) | - طرخشقون الصباغين (باللاتينية: Taraxacum tinctum) - طرخشقون أبيض (باللاتينية: Taraxacum albidum) - طرخشقون أحمر الصدف (باللاتينية: Taraxacum rubrisquameum) - طرخشقون أصفر الميسم (باللاتينية: Taraxacum xanthostigma) - طرخشقون أضيق (باللاتينية: Taraxacum angustissimum) - طرخشقون ألبي (باللاتينية: Taraxacum alpicola) - طرخشقون بركاني (باللاتينية: Taraxacum vulcanorum) - طرخشقون بنفسجي (باللاتينية: Taraxacum violaceum) - طرخشقون بهيج (باللاتينية: Taraxacum venustum) - طرخشقون تابع الفلقات (باللاتينية: Taraxacum subalternilobum) - طرخشقون تبتي (باللاتينية: Taraxacum tibetanum) - طرخشقون تحت جليدي (باللاتينية: Taraxacum subglaciale) - طرخشقون تركي (باللاتينية: Taraxacum turcicum) - طرخشقون جاف الورق (باللاتينية: Taraxacum xerophilum) - طرخشقون رينتالي (باللاتينية: Taraxacum reinthalii) - طرخشقون زهري مصفر (باللاتينية: Taraxacum roseoflavescens) - طرخشقون سهمي الورق (باللاتينية: Taraxacum sagittifolium) - طرخشقون سهمي قوي (باللاتينية: Taraxacum sagittipotens) - طرخشقون سوري (باللاتينية: Taraxacum syriacum) - طرخشقون شائع (باللاتينية: Taraxacum vulgare) - طرخشقون شبه متوج (باللاتينية: Taraxacum subcoronatum) - طرخشقون شينيواني (باللاتينية: Taraxacum xinyuanicum) - طرخشقون صدئ (باللاتينية: Taraxacum rubiginans) - طرخشقون ضيق العصفة (باللاتينية: Taraxacum stenolepium) - طرخشقون ضيق الفلقات (باللاتينية: Taraxacum stenolobum) | - طرخشقون ضيق القرن (باللاتينية: Taraxacum stenoceras) - طرخشقون طشقندي (باللاتينية: Taraxacum taschkenticum) - طرخشقون عقرباني (باللاتينية: Taraxacum scolopendriforme) - طرخشقون فليني الساق (باللاتينية: Taraxacum suberiopodum) - طرخشقون كسائي (باللاتينية: Taraxacum vestitum) - طرخشقون كواكبي (باللاتينية: Taraxacum stellare) - طرخشقون متباين (باللاتينية: Taraxacum variegatum) - طرخشقون متفاوت (باللاتينية: Taraxacum dissimile) - طرخشقون مثلث الفلقات (باللاتينية: Taraxacum trigonolobum) - طرخشقون مثلثي (باللاتينية: Taraxacum triangulare) - طرخشقون مخروطي الرأس (باللاتينية: Taraxacum strobilocephalum) - طرخشقون مستدق الطرف (باللاتينية: Taraxacum acuminatum) - طرخشقون مفلطح الثمر (باللاتينية: Taraxacum platycarpum) - طرخشقون مفلطح اللسان (باللاتينية: Taraxacum platyglossum) - طرخشقون ملتوي الفلقات (باللاتينية: Taraxacum tortilobum) - طرخشقون وافر (باللاتينية: Taraxacum vulgum) - طرخشقون سفاتي (باللاتينية: Taraxacum aristum) - طرخشقون أراساني (باللاتينية: Taraxacum arasanum) - طرخشقون ألتاي (باللاتينية: Taraxacum altaicum) - طرخشقون ضيق الصدف (باللاتينية: Taraxacum angustisquameum) - طرخشقون مبيض (باللاتينية: Taraxacum albescens) - طرخشقون مجنح (باللاتينية: Taraxacum alatum) - طرخشقون مسنن الورق (باللاتينية: Taraxacum argutifrons) - طرخشقون ريبي (باللاتينية: Taraxacum ribii) - طرخشقون شريفي (باللاتينية: Taraxacum sherriffii) |

## من أنواعه فيالوطن العربي
1. الطرخشقون البثيني (باللاتينية: Taraxacum bithynicum) في بلاد الشام
2. الطرخشقون البسرابي (باللاتينية: Taraxacum besarabicum) في بلاد الشام والمغرب العربي وشرق أوروبا والقوقاز
3. الطرخشقون التفافي (باللاتينية: Taraxacum sonchoides) في بلاد الشام وتركيا وأرمينيا وأذربيجان
4. الطرخشقون جميل الرؤيسات (باللاتينية: Taraxacum calocephalum)
5. الطرخشقون الحلبي (باللاتينية: Taraxacum aleppicum) في بلاد الشام
6. طرخشقون السماعنة (باللاتينية: Taraxacum assemanii) في بلاد الشام
7. الطرخشقون السنتنيسي (باللاتينية: Taraxacum sintenisii) في بلاد الشام وتركيا
8. الطرخشقون السوري (باللاتينية: Taraxacum hellenicum) في بلاد الشام وتركيا وجنوب القوقاز
9. الطرخشقون السيحاني (باللاتينية: Taraxacum sieheanum) في بلاد الشام وتركيا
10. طرخشقون شرق الأردن (باللاتينية: Taraxacum transjordanicum) في بلاد الشام
11. الطرخشقون صغير الرؤيسات (باللاتينية: Taraxacum microcephaloides) في بلاد الشام وتركيا
12. الطرخشقون عديم الطلع (باللاتينية: Taraxacum apollinis) في بلاد الشام واليونان
13. الطرخشقون الفارسي (باللاتينية: Taraxacum persicum) في بلاد الشام وتركيا
14. الطرخشقون القبرصي (باللاتينية: Taraxacum cyprium) في بلاد الشام وقبرص
15. الطرخشقون القرفي (باللاتينية: Taraxacum cinnamomeum) في بلاد الشام
16. الطرخشقون القزم (باللاتينية: Taraxacum minimum) في بلاد الشام ومصر وبعض مناطق شمال حوض المتوسط
17. الطرخشقون الكاليوبسي (باللاتينية: Taraxacum calliops)
18. الطرخشقون الكردي (باللاتينية: Taraxacum kurdiciforme)
19. الطرخشقون اللامع (باللاتينية: Taraxacum phaleratum)
20. الطرخشقون المتأخر (باللاتينية: Taraxacum serotinum)
21. الطرخشقون الممتد (باللاتينية: Taraxacum laxum)
22. طرخشقون هاوسنخت (باللاتينية: Taraxacum haussknechtii)
23. الطرخشقون اليوناني (باللاتينية: Taraxacum hellenicum)